# Retroazione dell'albedo del ghiaccio

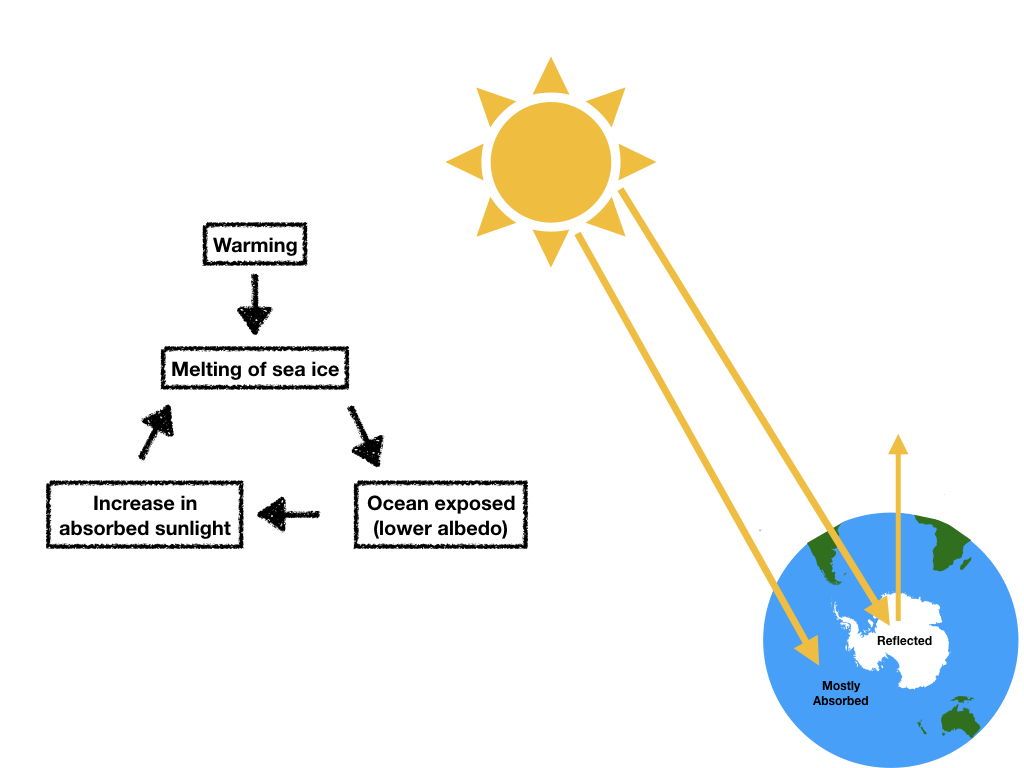
Un diagramma della retroazione dell'albedo del ghiaccio. Il ghiaccio riflette molta della radiazione solare che lo colpisce, laddove il resto della superficie del pianeta ne assorbe invece la maggior parte.

La retroazione dell'albedo del ghiaccio, talvolta indicata con l'anglicismo feedback dell'albedo del ghiaccio, è un processo climatico a retroazione positiva in cui un cambiamento nell'estensione delle calotte polari, dei ghiacciai e delle banchise, porta all'alterazione dell'albedo - ossia della frazione di luce o, più in generale, di radiazione solare incidente, che viene riflessa in tutte le direzioni da una superficie - e di conseguenza della temperatura superficiale di un pianeta.
La Terra ha un'albedo media di 0,37-0,39 o, in percentuale, del 37-39%, mentre l'albedo della neve fresca arriva fino a 0,9, su un massimo possibile di 1, ed ancora più alta è l'albedo del ghiaccio. È quindi facilmente intuibile che una superficie ghiacciata come quella di una calotta glaciale, riflettendo una maggior percentuale di radiazione solare e assorbendone quindi molto poca, si scaldi meno di una superficie erbosa o terrosa. Ciò che ne consegue è che lo scioglimento dei ghiacci delle calotte e il ritiro dei ghiacciai, lasciando esposta una maggior superficie di terreno o acqua, aumenta il riscaldamento terrestre, che a sua volta concorre allo scioglimento dei ghiacci e alla perdita delle parti più riflettenti della criosfera, dando origine a quella che in climatologia viene chiamata una retroazione positiva. Viceversa, temperature più fredde, soprattutto a latitudini più elevate, aumentano l’estensione della copertura di ghiaccio, facendo aumentare l'albedo globale, cosa che si traduce in un maggior raffreddamento terrestre e così via.
La retroazione dell'albedo del ghiaccio ha sempre svolto un importante ruolo nel cambiamento climatico globale. Essa fu ad esempio importante sia per l'avvio delle condizioni che portarono nello stato climatico della Terra a palla di neve, quasi 720 milioni di anni fa, sia per il loro declino, circa 630 milioni di anni fa: si ritiene infatti che la deglaciazione fosse stata innescata da una graduale diminuzione dell'albedo a causa dell'accumulo di polvere sulla superficie del ghiaccio. Nel passato geologicamente più recente, la retroazione dell'albedo del ghiaccio è stata un fattore fondamentale nell'espansione e nel ritiro delle calotte glaciali durante il Pleistocene (tra i 2,6 milioni e i diecimila anni fa). Più recentemente, uno dei più evidenti effetti dell'aumento delle emissioni di gas serra da parte dall'uomo è stato il declino della banchisa artica, il cui ritiro, portando a una diminuzione dell'albedo, ha fatto sì che l'Artide si riscaldi oggi fino a quattro volte più velocemente della media globale. A livello globale, la decennale perdita di ghiaccio nell'Artide e il più recente declino della banchisa antartica hanno avuto, tra il 1992 e il 2018, lo stesso impatto sul riscaldamento del 10% di tutti i gas serra emessi nello stesso periodo.
La retroazione dell'albedo del ghiaccio era già presente in alcuni dei primi modelli climatici e il suo impatto sul riscaldamento globale e sul conseguente innalzamento del livello globale dei mari è stato quindi simulato per decenni, in maniera via via più precisa e considerando diversi scenari. Secondo le più recenti stime, dunque, una perdita persistente di massa glaciale dalla banchisa durante l'estate artica, ossia il periodo dell'anno in cui il Sole splende più intensamente e la mancanza di superficie riflettente ha gli impatti maggiori, produrrebbe un riscaldamento globale di circa 0,19 °C. Esistono stime che tengono conto anche dell'impatto del riscaldamento derivante sia dalla perdita dei ghiacciai montani che dalla perdita delle calotte glaciali groenlandese e antartica: a parte il caso della calotta antartica, esso risulta essere generalmente inferiore rispetto a quello derivante dalla diminuzione della banchisa artica e in ogni caso richiederebbe anche molto più tempo per essere osservato per intero.

## Prime ricerche
Negli anni 1950, alcuni climatologi, tra cui Syukuro Manabe, avevano già tentato di descrivere il ruolo della copertura di ghiaccio nel bilancio energetico della Terra. Nel 1969, sia Mikhail Ivanovich Budyko che William D. Sellers pubblicarono articoli in cui, grazie ad alcuni dei primi modelli climatici di bilancio energetico, dimostrarono che la riflettanza del ghiaccio aveva avuto un impatto sostanziale sul clima della Terra, desumendo quindi che i cambiamenti, positivi o negativi che siano, nella copertura di neve e ghiaccio avrebbero potuto agire come una potente retroazione.
A metà degli anni 1970, la retroazione dell'albedo del ghiaccio fu riconosciuta essere una componente cruciale dei modelli climatici nel corso di una revisione del 1974 del modello generale della circolazione utilizzato da Manabe e Richard T. Wetherald per descrivere gli effetti del raddoppio della concentrazione di anidride carbonica nell'atmosfera. Da allora, tale meccanismo è sempre stato incluso nei modelli successivi, venendo preso in considerazione anche in studi paleoclimatici.

## Ruolo nel riscaldamento globale odierno

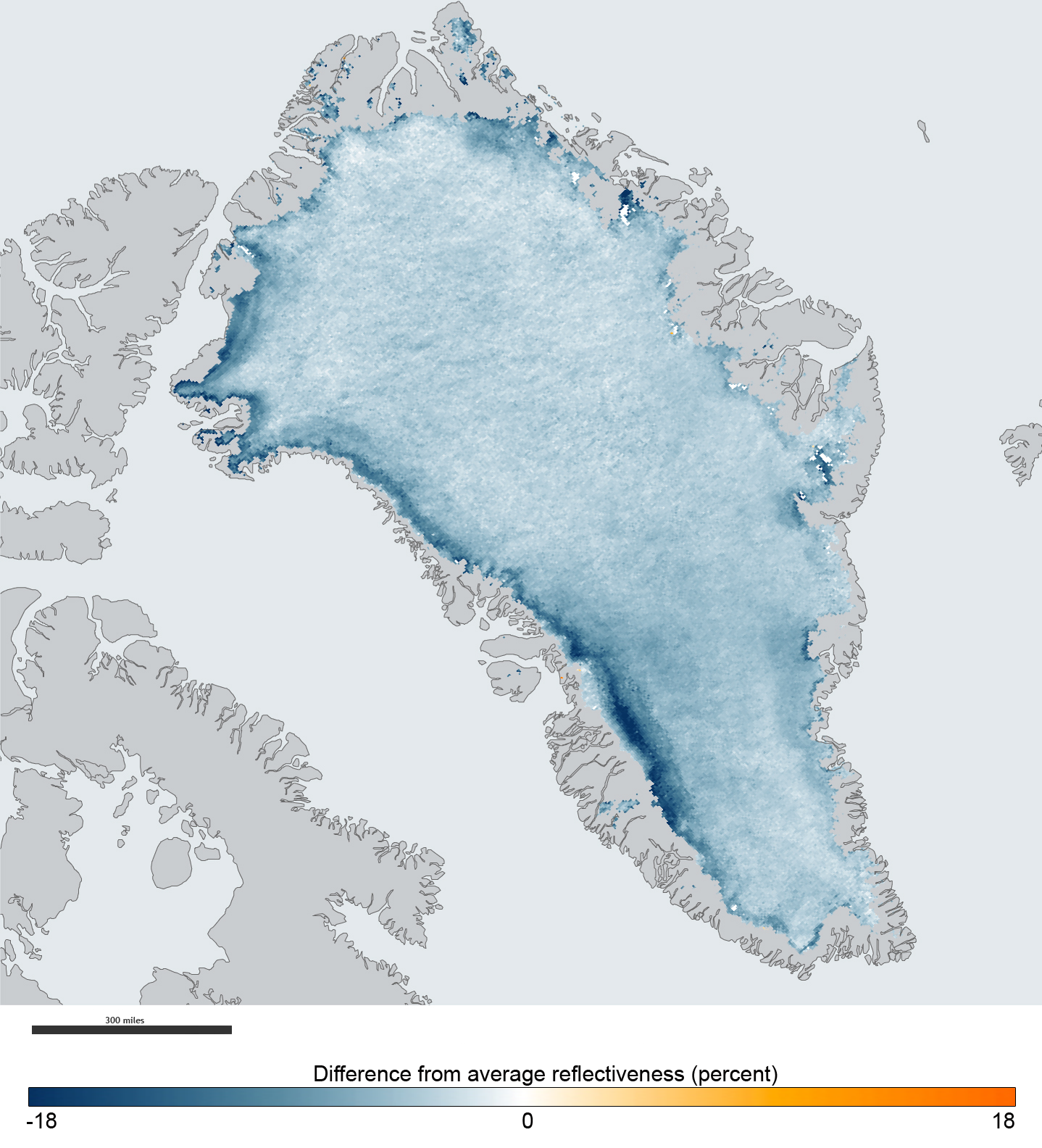
In questa mappa della NASA vengono mostrati i cambiamenti nell'albedo nell'estate del 2011 rispetto al periodo 2000-06. Il colore blu indica una riflettanza inferiore.

La retroazione dell'albedo della neve e del ghiaccio ha un effetto non trascurabile sulle temperature regionali. In particolare, la presenza della calotta glaciale e della banchisa rende il Polo Nord e il Polo Sud più freddi di quanto non sarebbero senza di essi. Di conseguenza, il recente ritiro della banchisa e del pack artici è uno dei fattori principali alla base del riscaldamento dell'Artide, che dal 1979 - anno in cui è iniziato un costante monitoraggio satellitare dell'estensione della banchisa artica - è avvenuto a una velocità quattro volte superiore alla media globale: un fenomeno noto come amplificazione artica. Diversi modelli e simulazioni hanno mostrato che una forte amplificazione si verifica solo durante i mesi in cui la banchisa artica perde una significativa quantità di ghiaccio, scomparendo quasi del tutto quando la copertura di ghiaccio viene mantenuta fissa. Al contrario, l’elevata stabilità dei ghiacci antartici, che, grazie all'elevato spessore della calotta, arrivano a elevarsi quasi a 4000 m s.l.m. nella parte orientale del continente, ha fatto sì che l'Antartide non sperimentasse alcun riscaldamento netto negli ultimi settant'anni, con una perdita di massa glaciale - da cui il suo contributo all'innalzamento dei mari - dovuta quasi interamente al riscaldamento dell'oceano Antartico,  che ha assorbito il 35-43% del calore totale assorbito da tutti gli oceani tra il 1970 e il 2017.
Per quanto riguarda il ruolo della retroazione dell'albedo del ghiaccio sull'aumento odierno delle temperature globali, si stima che il declino della banchisa artica tra il 1979 e il 2011 sia stato responsabile di un forzante radiativo pari a 0,21 W/m², che equivale a un quarto del forzante radiativo dell'aumento di anidride carbonica nello stesso periodo. Se confrontato con il forzante radiativo degli aumenti cumulativi dei vari gas serra dall'inizio della rivoluzione industriale, esso è equivalente al forzante radiativo stimato nel 2019 dell'aumento del protossido di azoto (0,21 W/m²), a quasi la metà di quello stimato nel 2019 dell'aumento del metano (0,54 W/m²) e al 10% di quello dell'aumento cumulativo di anidride carbonica (2,16 W/m²). Tra il 1992 e il 2015, questo effetto è stato in parte compensato dalla crescita della banchisa antartica, che ha prodotto un raffreddamento di circa 0,06 W/m² per decennio, tuttavia, dopo il 2015 anche la banchisa antartica ha iniziato a ritirarsi, e il ruolo combinato dei cambiamenti nell'estensione dei ghiacci tra il 1992 e il 2018 è diventato equivalente al 10% di tutte le emissioni di gas serra di origine antropica .

## Impatto futuro
Secondo le stime attuali, in futuro l'impatto della retroazione dell'albedo del ghiaccio sulla temperatura si intensificherà a causa del fatto che il declino della banchisa artica aumenterà sempre di più, con una probabile perdita quasi completa della banchisa, la cui estensione scenderà al di sotto di 1 milione di chilometri quadrati, alla fine dell'estate artica, ossia in settembre, che avverrà almeno una volta prima del 2050, in tutti gli scenari di cambiamento climatico, e intorno al 2035 nello scenario con emissioni di gas serra in continua accelerazione, chiamato RCP 8.5.
Dato che settembre segna la fine dell'estate artica, nel clima attuale esso rappresenta anche il punto di minor estensione della banchisa, la quale inizia un processo di accrescimento all'inizio dell'inverno artico. Oggi si ritiene altamente improbabile che nel prossimo futuro si verificheranno più estati consecutive che termineranno con la scomparsa della banchisa, tuttavia si ritiene che la frequenza di tali estati aumenterà con l'aumentare del riscaldamento globale: un documento del 2018 stima che un settembre senza ghiacci si verificherebbe una volta ogni 40 anni con un riscaldamento di 1,5 °C, una volta ogni 8 anni con un riscaldamento compreso tra 1,5 e 2 °C e una volta ogni 1,5 anni con un aumento della temperatura media globale compreso tra i 2 e i 3 °C. Ciò significa anche che la perdita di massa glaciale della banchisa artica nel mese di settembre o all'inizio dell'estate non sarebbe irreversibile e anzi, negli scenari in cui il riscaldamento globale inizia a invertirsi, anche la sua frequenza annuale inizia a diminuire.
Considerando che la quantità totale di energia solare ricevuta dall'Artide in settembre è già molto bassa, la perdita di una certa superficie di banchisa in questo mese porta a una retroazione dell'albedo molto inferiore rispetto alla perdita della stessa superficie in giugno, ossia al picco dell'estate artica. I modelli CMIP5 stimano che una perdita totale della banchisa artica da giugno a settembre aumenterebbe le temperature globali di 0,19 °C, con un intervallo compreso tra 0,16 e 0,21 °C, mentre le temperature regionali aumenterebbero di oltre 1,5 °C. Tale stima include non solo la retroazione dell'albedo del ghiaccio in sé, ma anche i suoi effetti di secondo ordine, come l'impatto di tale perdita sulla retroazione del gradiente termico verticale, i cambiamenti nelle concentrazioni atmosferiche di vapore acqueo e la retroazione della nuvolosità regionale.

### Impatto a lungo termine
Livelli molto elevati di riscaldamento globale potrebbero impedire la riformazione della banchisa artica durante l'inverno. A differenza di un'estate senza ghiacci, un simile inverno potrebbe rappresentare un punto di svolta irreversibile per il sistema climatico terrestre, tuttavia, per quanto riguarda la retroazione dell'albedo glaciale, la scomparsa del ghiaccio artico per un anno intero avrebbe impatto su di essa soltanto per i mesi da marzo a settembre, ossia per il periodo in cui l'Artide riceve luce solare.  Un inverno senza banchisa, ritenuto probabile con un aumento della temperatura media di circa 6,3 °C, con un intervallo compreso tra i 4,5 e gli 8,7 °C, avrebbe un impatto sul riscaldamento globale di 0,6 °C, con un riscaldamento regionale compreso tra 0,6 e gli 1,2 °C.
Come detto, la retroazione dell'albedo del ghiaccio si verifica anche con le altre grandi masse di ghiaccio terrestri, come i ghiacciai montani, la calotta glaciale groenlandese e quelle dell'Antartide occidentale e dell'Antartide orientale; tuttavia, si ritiene che il loro scioglimento su larga scala richiederà secoli o addirittura millenni, con una perdita di estensione entro il 2100 trascurabile. Pertanto, i modelli relativi al cambiamento climatico nel XXI secolo non li includono nelle loro proiezioni, mentre quelli più a lungo termine stimano che la perdita totale della calotta groenlandese aggiungerebbe 0,13 °C al riscaldamento globale, mentre la perdita della calotta antartica occidentale aggiungerebbe 0,05 °C, e quella dei ghiacciai montani contribuirebbe per 0,08 °C. Poiché la calotta glaciale dell'Antartide orientale non sarebbe a rischio di completa scomparsa fino al raggiungimento di un riscaldamento globale di 5-10 °C, e poiché si prevede che il suo scioglimento completo richiederà perlomeno 10 000 anni, raramente quest'ultimo viene preso in considerazione nei modelli, tuttavia, si stima che il suo massimo impatto sulla temperatura globale sarà di circa 0,6 °C.

## Terra a palla di neve
Un'incontrollata retroazione dell'albedo del ghiaccio sarebbe stato importante anche per la formazione della Terra a palla di neve, ossia uno stato climatico che secondo alcune teorie la Terra avrebbe attraversato a partire dalla glaciazione sturtiana, avvenuta circa 717 milioni di anni fa, e che avrebbe visto il nostro pianeta ricoperto completamente di ghiaccio. Un simile stato sarebbe perdurato fino a circa 660 milioni di anni fa, per essere poi seguito, solo pochi milioni di anni dopo, da un altro periodo simile, la glaciazione marinoana, che sarebbe durata fino a circa 634 milioni di anni fa. Ritrovamenti geologici risalenti a quelle epoche testimoniano l'esistenza di ghiacciai vicino all'equatore, e i modelli hanno suggerito che la retroazione dell'albedo glaciale possa aver avuto un ruolo nella trasformazione del nostro pianeta in una "palla di neve": man mano che il ghiaccio si espandeva, infatti, una sempre maggior quantità di radiazione solare veniva riflessa nello spazio, provocando un abbassamento della temperatura del pianeta. Benché sia ancora vivo il dibattito sull'estensione raggiunta dal ghiaccio, e quindi sul fatto se veramente la Terra sia stata interamente coperta da uno strato di ghiaccio solido o se non fosse piuttosto ricoperta da uno strato di fanghiglia con una sottile fascia d'acqua equatoriale, si ritiene assodato che il meccanismo di retroazione dell'albedo del ghiaccio sia stato importante in entrambi i casi.
La retroazione dell'albedo glaciale avrebbe giocato un ruolo anche nella fine dei periodi della Terra a palla di neve. Secondo diverse teorie, la deglaciazione sarebbe iniziata una volta che una quantità sufficiente di polvere derivante dall'erosione, accumulatasi in strati sulla superficie del ghiaccio nevoso, ne avrebbe significativamente abbassato l'albedo. Il tutto sarebbe inoltre avvenuto a partire dalle regioni di media latitudine, le quali, sebbene fossero più fredde dei tropici, sarebbero comunque state soggette a una minor quantità di precipitazioni nevose, che non sarebbero state quindi sufficienti a ricoprire del tutto la polvere e quindi a evitare che l'albedo risalisse. Una volta che le medie latitudini avessero perso abbastanza ghiaccio, ciò non solo avrebbe contribuito ad aumentare la temperatura su tutto il pianeta, ma avrebbe portato a un rimbalzo isostatico, con un conseguente aumento del vulcanismo e quindi dell'accumulo di biossido di carbonio in atmosfera, cosa che prima sarebbe stata impossibile.

## Retroazione dell'albedo del ghiaccio sugli esopianeti
Molti astronomi ritengono che, così come sulla Terra il clima è fortemente influenzato dalle interazioni con la radiazione solare e dai processi di retroazione, anche sugli esopianeti il clima sia caratterizzato da meccanismi di retroazione innescati dalla radiazione delle stelle attorno a cui orbitano. A tal proposito, diversi studi hanno mostrato come la differenza nella distribuzione energetica dei vari tipi di stelle possa influenzare la risposta dell'albedo su un pianeta, e diversi modelli hanno suggerito che la retroazione dell'albedo del ghiaccio sia molto forte su quei pianeti terrestri che orbitano attorno a stelle aventi un'elevata radiazione nel vicino ultravioletto.